# Isto É para Ti
Isto É Para Ti é uma curta-metragem portuguesa de 2012, do género romance, realizado por Miguel Azevedo, para participar no «48 Hour Film Project Lisboa 2012».

## O 48 Hour Film Project
O 48 Hour Film Project, caracteriza-se por ser um concurso, realizado em várias cidades do mundo, onde em cada uma delas, vários realizadores concorrem com curtas-metragens, para apurar um vencedor em cada uma das cidades… 
Os realizadores inscritos, recebem na sexta-feira anterior ao início do concurso, os elementos obrigatórios das curtas-metragens; e depois têm 48 horas para escrever o argumento, filmar, fazer a montagem e entregar o filme pronto à Organização.

## Concurso Lisboa 2012
Em 2012, para a filmagem das curtas-metragens, os elementos obrigatórios eram:
Personagem: João ou Joana Rodrigues (Empregado de mesa) 
Objecto: Uma escova de dentes 
Frase: "Isto é para ti."

## O Filme
Um amor imenso. Um amor fatal. 

## Elenco
- Isabel da Costa... Mulher
- Eduardo Silva... Marido
- Sara Quintela... Empregada
- André Azevedo... João Rodrigues

## Equipa Técnica
- Realização: Miguel Azevedo
- Assistente de Produção: Ana Bastos
- Fotografia: Paulo Glória
- Edição: Bernardo Fernandes
- Som: Bruno Sopa
- Maquilhagem: Ana dos Santos
- Fotógrafo de cena: Ricardo Basto